# 朝鮮総督府中枢院
朝鮮総督府中枢院（ちょうせんそうとくふちゅうすういん）は、1910年9月30日付で公布され、10月1日付で施行された「朝鮮総督府中枢院官制」（明治43年勅令第355号）によって設置された、日本統治時代の朝鮮総督府の諮問機関。大韓帝国皇帝の諮問機関であった大韓帝国中枢院を前身とする。
1910年12月12日に「朝鮮総督府中枢院議事規則（明治43年朝鮮総督府訓令第第65号）」が制定され、1918年1月19日には「朝鮮総督府中枢院事務分掌規程（大正7年朝鮮総督府訓令第第3号）」が制定された。

## 概要
議長には政務総監があてられた。1910年の設立時には、副議長（親任待遇）に金允植、顧問には李完用、朴斉純、高永喜、趙重応、李址鎔、権重顕、李夏栄、李根沢、宋秉畯、任善準、李載崑、李根湘、李容稙、趙羲淵がそれぞれ任命された。
また参議（勅任官または奏任官相当）、事務方として書記官長（勅任官）と書記官が置かれた。
2002年に発表された親日派708人名簿に中枢院関係者が含まれ、2005年に民族問題研究所で親日人名辞書に収録する為に整理した親日人名辞書収録予定者名簿にも、335人の中枢院関連者が選定された。

## 書記官長
- 国分象太郎
- 小松緑：不詳 - 1916年10月30日
- （事務取扱）秋山雅之介：1916年11月4日 -
- 関屋貞三郎：1917年10月8日[1] - 1919年8月20日[2]
- （兼）大塚常三郎：1919年8月20日[2] -
- 松永武吉：1919年9月26日 -
- 小田幹治郎：1922年9月30日 - 1923年3月29日
- 長野幹（学務局長の兼任）
- 生田清三郎（内務局長の兼任）
- 今村武志（内務局長の兼任）
- 牛島省三（内務局長の兼任）
- 大竹十郎（内務局長の兼任）
- 上滝基（内務局長の兼任）
- 鈴川寿男（司政局長の兼任）
- 新貝肇（司政局長の兼任）